# Dadja Altenburg-Kohl
Dadja Altenburg-Kohl (původně Drahoslava Pešta Kohl, * 30. května 1949, Praha) je lékařka a česká filantropka.

## Profesní život
Altenburg-Kohl vystudovala Lékařskou fakultu Univerzity Karlovy v Praze. Z politických důvodů emigrovala do Německa, kde pracovala od roku 1973 jako lékařka na Univerzitní klinice ve Frankfurtu nad Mohanem na oddělení čelistní chirurgie a dokončila zde svou specializaci. V témže oboru v roce 1980 otevřela svou soukromou lékařskou praxi.
Souběžně s prací lékařky se od roku 1986 podílela na vybudování firmy Kohlpharma, jedné z nejúspěšnějších obchodních farmakologických společností v Německu. Ta se později stala součástí akciové společnosti Kohl Medical AG, kde byla prof. Altenburg-Kohl od roku 1993 spolumajitelkou a členkou představenstva.
Od roku 1995 je také spolumajitelkou společnosti Amigo, která vyvíjí dětské a rodinné hry a je nositelem dlouhé řady mezinárodních ocenění.
Ve spolupráci s prof. Melkonianem, vedoucím vědeckým pracovníkem na Botanickém institutu Univerzity v Kolíně nad Rýnem, vybudovala společnost Algenion (2004), která se zabývá využitím mikrořas.
V Česku založila po revoluci roku 1989 společnost Pragofarm, která se zabývala obchodem s léky a jejich distribucí (prodána 2002).
Od roku 2010 je členkou poradního sboru představenstva UniCredit Group XX v Mnichově.

## Kulturní profesní aktivity
V roce 2003 založila v Praze Galerii Montanelli, na jejíž šestiletou výstavní činnost navázalo Museum Montanelli, jedno z mála soukromých muzeí současného umění v Česku,. Patronem Muzea Montanelli se stal Václav Havel, který ho roku 2009 slavnostně otevřel.
Roku 2005 Altenburg-Kohl byla zvolena do představenstva Evropského kulturního fóra v Berlíně a zároveň kurátorkou řady společných projektů mezi Saarländische Galerie v Berlíně a Českou republikou.
Od roku 2006 je v Praze činná Nadace DrAk zaměřená na oblast kultury a lékařské prevence, kterou založila. Sbírku umění Nadace DrAk spravuje Muzeum Montanelli. Altenburg-Kohlová se zde jako kurátorka podílí na řadě monografických i tematických výstav a organizuje mezinárodní výměnu projektů s muzei a galeriemi v Evropě.
Podporuje rovněž činnost divadel (Divadlo Ungelt[nedostupný zdroj], Alfred ve dvoře), kinematografii (film Občan Havel, film Olgy Sommerové Magický hlas rebelky) a další film Olgy Sommerové Červená[nedostupný zdroj].
V Praze prof. Altenburg-Kohl od roku 2004 aktivně podporuje Národní divadlo, je členkou Rady ND a v období 2014/2017 byla předsedkyní Výboru Mecenášského klubu Národního divadla, který má v roce 2015 více než 200 členů.
Podpořila několik představení (inscenaci Mozartova Dona Giovanniho, jazzovou operu Dobře placená procházka v režii Miloše Formana, baletní představení Causa Carmen). Významnou částku věnovala souboru baletu ND a pro orchestr zakoupila špičkové koncertní housle Mihálye Reményiho (nástroj z roku 1909). V roce 2009 nechala zrestaurovat Hynaisovu oponu a spolu s manželem věnovala Národnímu divadlu bronzovou bustu Václava Havla.
V roce 2013 financovala její rodina kompletní restaurovaní Alšových a Ženíškových lunet. Restaurátorské práce trvaly až do roku 2015. U příležitosti restaurování Lunet vydala knihu Foyer.
Byla jmenována a čestně ustanovena členkou Baletního souboru ND. Od roku 2012 vystupuje na jevišti ND v baletním představení Šípková Růženka. Dále jako matka Nikiye v baletu Ludwiga Minkuse La Bayadère.
a v baletním představení choreogrefa Jana Kodeta Malá mořská víla..

## Osobní život
Je provdaná za výtvarníka a multimediálního umělce Daniela Peštu.
Má čtyři děti.

## Ocenění
Je první nositelkou nově ustavené Státní ceny Mecenáš české kultury, kterou jí udělil ministr kultury Daniel Herman v roce 2015.
- 2008, 2013 Cena Ď ředitele Národního divadla[16]
- 2011 Laureátka mezinárodní evropské ceny Nadace Trebbia za podporu kultury – Osobnost roku
- 2015 Mecenáš české kultury – čestný titul poprvé udělený Ministrem kultury ČR[17]